# モーツァルト! (アルバム)
『モーツァルト!（ハイライト・スタジオ録音盤）』はミュージカル『モーツァルト!』の2005年度のキャストによるスタジオ録音盤の公演CD。

## 解説
ミュージカル『モーツァルト!』の2005年度の再演時のキャストにより主要劇中音楽の14曲が収録されている。2002年の初演のライヴ盤CDも販売されていたが2005年の11月に廃盤とされている。

## 収録曲
1. 奇跡の子 - 市村正親・アンサンブル
2. 人は忘れる - 久世星佳
3. 僕こそ音楽 - 井上芳雄
4. 心を鉄に閉じ込めて - 市村正親
5. 残酷な人生 - 中川晃教
6. 星から降る金 - 一路真輝
7. 終わりのない音楽 - 高橋由美子・市村正親
8. 影を逃れて - 中川晃教・アンサンブル
9. ここはウィーン - 香寿たつき・吉野圭吾・アンサンブル
10. 愛していれば分かり合える - 井上芳雄・木村佳乃
11. ダンスはやめられない - 西田ひかる
12. 神よ、何故許される - 山口祐一郎
13. 何故愛せないの? - 井上芳雄
14. モーツァルト! モーツァルト! - 山口祐一郎・久世星佳・アンサンブル